# 28e cérémonie des European Film Awards
La 28e cérémonie des prix du cinéma européen (28th European Film Awards), organisée par l'Académie européenne du cinéma, s'est déroulée le 12 décembre 2015, à Berlin (Allemagne), et a récompensé les films européens réalisés dans l'année.

## Palmarès

### Meilleur film
- Youth  Italie  France  Royaume-Uni  Suisse[1]
  - Mustang  France Turquie Allemagne
  - Un pigeon perché sur une branche philosophait sur l'existence (En duva satt på en gren och funderade på tillvaron)  Suède
  - Béliers (Hrútar)  Islande
  - The Lobster  Royaume-Uni  Grèce
  - Victoria  Allemagne

### Meilleure comédie
- Un pigeon perché sur une branche philosophait sur l'existence (En duva satt på en gren och funderade på tillvaron)  Suède

### Discovery of the Year - Prix FIPRESCI
- Mustang  France Turquie Allemagne

### Meilleur film d'animation
- Le Chant de la mer (Song of the Sea) de Tomm Moore

### Meilleur film documentaire
- Amy de Asif Kapadia

### Meilleur réalisateur
- Paolo Sorrentino pour Youth

### Meilleur acteur
- Michael Caine dans Youth

### Meilleure actrice
- Charlotte Rampling dans 45 Years

### Meilleur scénariste
- Yórgos Lánthimos et Efthýmis Filíppou pour The Lobster

### Meilleur directeur de la photographie
- Martin Gschlacht pour Goodnight Mommy (Ich seh Ich seh)

### Meilleur monteur
- Jacek Drosio pour Cialo

### Meilleur compositeur
- Cat's Eyes pour The Duke of Burgundy

### Meilleur créateur de costumes
- Sarah Blenkinsop  pour The Lobster

### Meilleur ingénieur du son
- Vasco Pimentel et Miguel Martins pour Les Mille et Une Nuits

### People's Choice Award
- La isla mínima d'Alberto Rodríguez

### Achievement in World Cinema Award
- Christoph Waltz

### Lifetime Achievement Award
- Charlotte Rampling